# Reserva Particular do Patrimônio Natural Fazenda Tamanduá
A RPPN Fazenda Tamanduá (Reserva Particular do Patrimônio Natural Fazenda Tamanduá) é uma área de conservação particular situada no município de Santa Terezinha, no estado brasileiro da Paraíba.  A reserva se encontra em uma área de caatinga no semi-árido paraibano.
A área é usada, entre outras coisas, como campo de estudos sobre o bioma  e para soltura de animais oriundos de apreensões do IBAMA, por exemplo resgatados de tráfico de animais. 